# 싱글벙글쇼
《이윤석, 신지의 싱글벙글쇼》는 대한민국의 라디오 채널 MBC 표준FM(전국, 수도권 기준 FM 95.9MHz)의 오락 전문 라디오 프로그램이다. 과거 동시간대에 유공쇼, 코끼리쇼로 방송되었던 프로그램의 후신으로 1973년 6월 4일에 첫방송되었다. 진행자는 故 허참, 故 송해, 故 박일, 故 오승룡, 송도순 등의 DJ를 거치면서 前 진행자인 강석은 1984년 1월 16일부터 2020년 5월 10일까지 36년 동안 진행하였고, 김혜영은 1987년 1월 16일부터 2020년 5월 10일까지 33년 동안 진행하였다. 현존 라디오 프로그램 중 최장수 단일 프로그램 진행자들이다. 종전의 두시의 데이트 DJ였던 김기덕(1973 ~ 1995)보다 더 오래 진행했다. 예외적으로 2014년 12월 2일 MBC 창사 특집으로 MBC 라디오 프로그램 진행자들을 서로 바꾼 '바꿨데이'에는 강석과 2시만세 진행자인 정경미가 진행하였다. 이들은 2005년과 2007년에 각각 MBC 라디오국에서 20년 이상 진행한 DJ에게 주는 골든마우스상을 받았다. 시사 풍자 전문 라디오 프로그램의 원조이다. 2020년 5월 11일 자로 MBC 라디오 봄 개편에 들어감에 따라 DJ가 강석, 김혜영에서 배기성, 허일후로 교체되었으며 이후에는 2021년 3월 29일 자로 MBC 라디오가 봄 개편에 들어감에 따라서 배기성, 허일후에서 진행자를 정준하, 신지로 교체되었으나 2022년 8월 17일부터 8월 20일까지 싱글벙글쇼는 신지가 4일의 휴가로 인해서 정준하는 4일 동안 휴가를 간 신지 대신에 스페셜 DJ를 당분간 진행하게 되었으며 現 DJ인 정준하는 신지와 함께 2022년 8월 21일까지 진행한다. 그리하여 정준하 하차 이후 스페셜 DJ 체제로 진행하였으며, 2022년 9월 26일부터 2024년 6월 2일까지 이윤석이 신지와 함께 합류하여 진행 중이다. 2024년 6월 2일 자로 51년 만에 폐지되었다.

## DJ
- 허참
- 송해
- 박일
- 오승룡
- 송도순
- 이순주
- 박상규
- 이주일
- 진미령
- 강석(1984.1.16 ~ 2020.5.10), 김혜영(1987.1.16 ~ 2020.5.10)
- 배기성, 허일후 (2020.5.11 ~ 2021.3.28)
- 정준하, 신지 (2021.3.29 ~ 2022.8.21)
- 이윤석, 신지 (2022.9.26 ~ 2022.10.16, 2022.10.25 ~ 2024.06.02)

## 임시 DJ
- 이윤석 : 2021.7.14 ~ 2021.7.15, 2022.8.22 ~ 2022.9.4
- 김종민 : 2021.7.16
- 윤형빈 : 2021.7.17, 2021.7.19
- 하하 : 2021.7.18
- 지상렬 : 2021.7.20
- 송준근 : 2021.7.21
- 테이 : 2021.7.22, 2021.7.25
- 김수용 : 2021.7.23 ~ 2021.7.24
- 박구윤 : 2021.7.26 ~ 2021,7,27
- 이병진 : 2022.9.5 ~ 2022.9.18
- 김진수 : 2022.9.19 ~ 2022.9.25
- 김미려 : 2022.10.17 ~ 2022.10.18, 2022.10.22
- 나비 : 2022.10.19 ~ 2022.10.21, 2022.10.24
- 전영미 : 2024.02.13 ~ 2024.02.18

## 역대 방송시간
| 방송 채널  | 방송 기간                          | 방송 시간                                                   |
| ---------- | ---------------------------------- | ----------------------------------------------------------- |
| MBC 표준FM | 1973년 6월 4일 ~ 1973년 9월 30일   | 매일 오후 1:00 ~ 오후 1:35                                  |
| MBC 표준FM | 1973년 10월 1일 ~ 1974년 3월 31일  | 매일 오후 1:10 ~ 오후 1:30                                  |
| MBC 표준FM | 1974년 4월 1일 ~ 1975년 3월 31일   | 매일 오후 1:10 ~ 오후 2:00                                  |
| MBC 표준FM | 1975년 4월 1일 ~ 1988년 3월 31일   | 매일 낮 12:25 ~ 오후 2:00                                   |
| MBC 표준FM | 1988년 4월 1일 ~ 1988년 10월 23일  | 월~토요일 낮 12:25 ~ 오후 2:00, 일요일 낮 12:20 ~ 오후 2:00 |
| MBC 표준FM | 1988년 10월 24일 ~ 2005년 4월 25일 | 월~토요일 낮 12:25 ~ 오후 2:00, 일요일 낮 12:15 ~ 오후 2:00 |
| MBC 표준FM | 2005년 4월 26일 ~ 2010년 4월 25일  | 평일 낮 12:25 ~ 오후 2:00, 주말 낮 12:15 ~ 오후 2:00        |
| MBC 표준FM | 2010년 4월 26일 ~ 2017년 8월 20일  | 평일 낮 12:20 ~ 오후 2:00, 주말 낮 12:15 ~ 오후 2:00        |
| MBC 표준FM | 2018년 1월 8일 ~ 2018년 2월 11일   | 평일 낮 12:20 ~ 오후 2:00, 주말 낮 12:15 ~ 오후 2:00        |
| MBC 표준FM | 2017년 8월 21일 ~ 2018년 1월 7일   | 평일 낮 12:15 ~ 오후 2:00, 주말 낮 12:10 ~ 오후 2:00        |
| MBC 표준FM | 2018년 2월 12일 ~ 2023년 11월 19일 | 평일 낮 12:20 ~ 오후 2:00, 주말 낮 12:10 ~ 오후 2:00        |
| MBC 표준FM | 2023년 11월 20일 ~ 2024년 6월 2일  | 평일 낮 12:20 ~ 오후 1:50, 주말 낮 12:10 ~ 오후 2:00        |

## 역대 코너
매일 코너
- 힘들 땐, 힘드세요
- 사연과 신청곡
- 방아깨비 건강원 (화,목,금 3부 초반)
- 추리추리 맞추리

요일 코너
- 화요일 : 너에게 난, 나에게 넌
- 수요일 : 익명가왕
- 목요일: 노래 편의점 오늘은 이노래!
- 금요일 : 구윤관
- 토요일 : 신지택, 싱글벙글 짝꿍팝(이대희 팝칼럼리스트)
- 일요일 : 1절만 하세요, 주말의 명곡

### 종영된 코너
- 김혜영의 조마조마 뉴스

듣는 사람이 조마조마해지는 코너로 김혜영이 하나의 뉴스를 앵커처럼 읽는데 버벅거리며 제대로 못 하면 강석이 제대로 읽어준다. 2020년 4월 18일 자로 종영되었다.
- 주말 추억의 명곡

추억 한 조각에 노래 한 소절. 세월이 흘러도 여전히 귓가에 맴도는 추억의 노래를 들어본다.
- 손에 잡히는 퀴즈
- 아무나 말잔치 퀴즈 아카재미
- 시사 스피드 퀴즈
- 싱벙리포트 '세계는 그리고 나는'

우리 주변에 일어나는 황당한 경험, 유쾌한 에피소드, 기가막힌 사연! 함께 나누고픈 얘기들을 청취자 리포터와 연결해보는 시간.
- CSI 육감수사대'

논리보다는 느낌, 추리보다는 추측, 과학적 수사가 아닌 막연한 육감으로 상대의 자백을 얼렁뚱땅 유도하는 특별한 수사대!
- 스마트 도사'

싱글벙글쇼의 추억의 코너이자 최장수 코너였던 돌도사를 현대 적 감각으로 재해석한 코너로 SnS로 점을 알려준다..
- 청춘신파극 강수일과 김순애

추억의 신파극을 아시나요? 눈물 콧물 쏙~ 빼던 신파극이, 현대식으로 새롭게 재해석 됐습니다. 지금 우리 사회에 벌어지고 있는 크고 작은 이슈들을 다뤄봅니다. 눈물과 웃음 없인 들을 수 없는 <청춘 신파극! 강수일과 김순애>
- 싱벙창고 대정리 일일다

일요일 일일이 다 줄거야! 일일다!! '토토다'에서도 소개되지 못한 문자, 미니, 게시판 사연들을 소개하고, 선물도 쏜다.
- 마이크 출동
- 오늘의 시사요리
- 세상 사는 이야기
- 나의 신혼일기
- 나의 결혼일기
- 모여라~!
- 싱글벌글쇼 시네마극장 그래도 필름은 돈다
- 대낮토론-전화를 받습니다
- 88 돌도사
- 구칠 돌도사
- 구팔 돌도사
- 구구 돌도사
- 서울공화국
- 싱글벙글 데스크
- 놀부와 흥부의 우리가락 1막 1장
- 신조실록
- 친구
- 어명이오
- 이제는 말할 수 있다
- 이제는 말할까 보다
- 단독취재 김기자가 간다
- 생기생뎐
- 통일 돼지털 돌도사
- 현자와 21세기
- 세계는 지금
- MBC 시사 스포츠
- 오늘의 축하뉴스
- 스포츠가 좋아요!
- 걷지말고 뛰어라!
- 손에 잡히는 퀴즈
- 시사 스피드 퀴즈
- 빨간마후라
- 강동길 칼럼
- 싱벙스타 선발대회
- 똘이엄마
- 언니언니
- 땀나는 헬스클럽
- 위기의 주부 두~울
- 싱글벙글 나~~가요!
- 조서방특파원
- 이종황의 추억의 팝송
- 다이얼을 돌려라
- 대하역사드라마 뉴스와 정면~도전
- 너도 자연인이다
- 싱벙 편지쇼
- 토요일 토요일은 다준다 토토다
- 강석의 돌 굴러가는 소리
- 두바퀴 노래교실
- 한낮의 낭만카페
- 이런 싱벙뉴스 ESBN
- 요즘 그 얘기, 뭐가 어쨌다고
- 글로벌 코리아 프로젝트 혀로 세계로
- 간만에 재능기부
- 싱벙 발전소
- 뭐든지 할이브
- 20세기 소년들
- 무엇이든 불러주세요
- 배기SONG
- 싱벙 소리극장
- 싱글벙글 전화놀이방
- 한줄 노래교실
- 노래듣기평가-금요일에 맞춰요!
- 기타등등쇼
- 웰컴 전화연결
- 노라정의 좋은말씀
- 고민있으신지?
- 내귀에 노래방
- 삐리리 몰아듣기
- 당근뉴스
- 수요 생활의 참견
- 1절 신청곡
- GO STOP 노래대결
- 쓴글본글쇼!
- 아무말 논술학원
- 노래 수다방-라뗀 그랬지~
- 밥쭐을 내자~
- GO STOP 노래대결
- 씽어쏭 상담소
- 싱글벙글탱글쇼
- 싱글벙글 몰아듣기
- 싱글벙글 주워듣기
- 일요라이브
- 오답퀴즈쇼
- 본격 미니멀리즘 문자&송
- It,s 노라정 고민해결 Time
- 싱어송라이터 알루미늄샷시
- 철근 콘크리트
- 클럽하우스
- 늦지 않았어요
- 사랑꾼 경진대회
- 놀면 뭐주나?
- 부부의 찐세계(양소영 변호사)
- 클럽 마우
- 무엇이든 불러보세요
- 최옹먼&오답퀴즈쇼
- 지금 어디 계세요?
- 선데이어워즈
- 내 인생의 BGM
- 늦지 않았어요

## 같이 보기
관련 항목
- 오락

방송 프로그램
- 긴급출동 24시 (KBS 1TV)
- 공개수사 실종, 제보자들, 표리부동 (KBS 2TV)
- 생방송 방과 후 듄듄 (EBS 1TV)
- 우리시대, 리얼스토리 눈 (MBC TV)
- 긴급출동 SOS 24, 심장이 뛴다, 꼬리에 꼬리를 무는 그날 이야기, 당신이 혹하는 사이 (SBS TV)
- 진상월드 (MBN)
- 구조신호 시그널 (TV조선)
- 알쓸범잡 (tvN)
- 황우창의 음악정원 (cpbc FM)
- 여성시대 (MBC 표준FM)

## 수상 목록
- 1988년 MBC 연기대상 라디오 부문 남자우수상 강석
- 1990년 MBC 연기대상 라디오 부문 최우수상 강석, 김혜영
- 2003년 MBC 연기대상 라디오 부문 최우수상 강석, 김혜영
- 2014년 MBC 방송연예대상 라디오 부문 최우수상 강석, 김혜영
- 2021년 MBC 방송연예대상 라디오 부문 신인상 정준하, 신지
- 2023년 MBC 방송연예대상 라디오 부문 여자 우수상 신지